# Verrucaria subfuscata
Verrucaria subfuscata är en lavart som beskrevs av H.Magn.. Verrucaria subfuscata ingår i släktet Verrucaria, och familjen Verrucariaceae. Arten är reproducerande i Sverige.